# Raumakustik

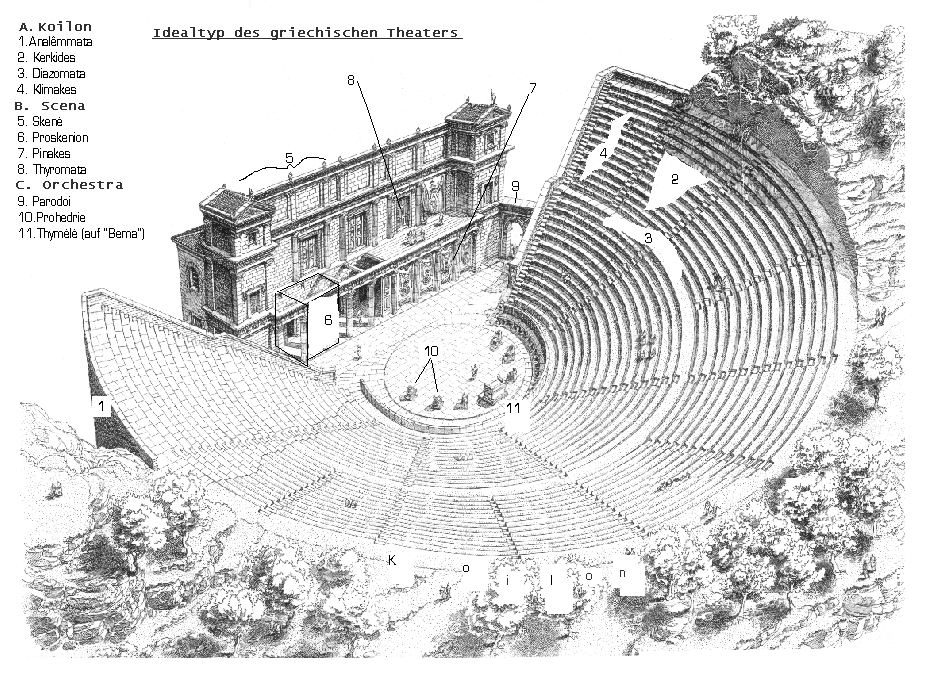
Optimale Akustik in griechischen (Amphi-)Theatern

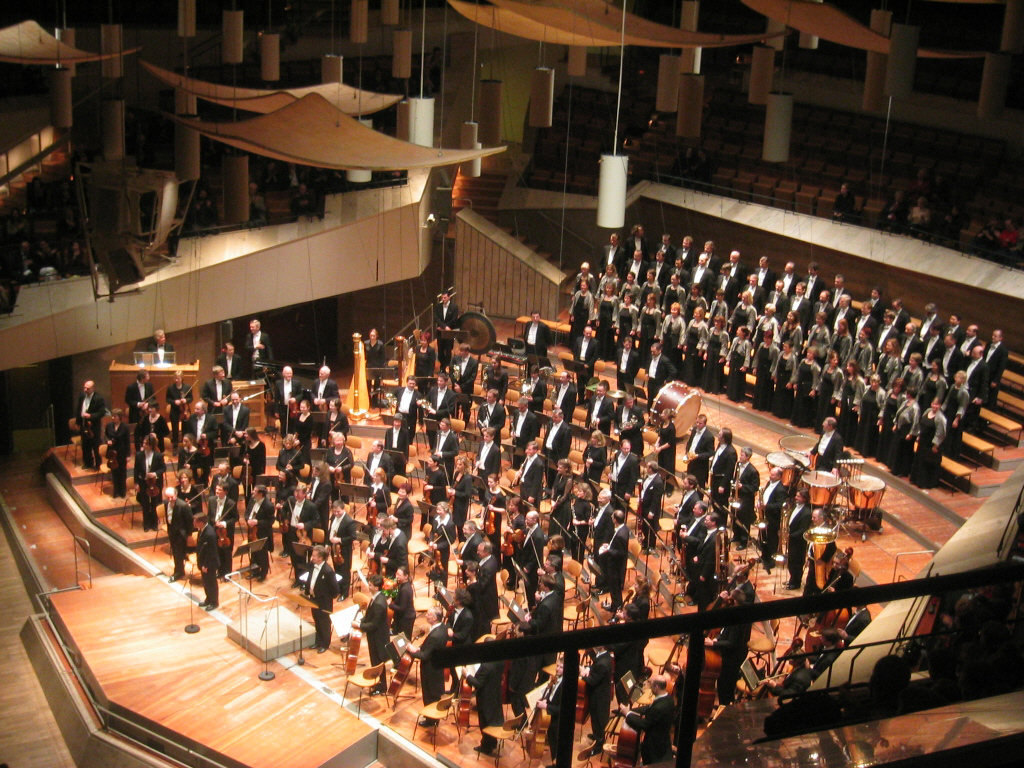
Konzertsaal mit moderner Raumakustik

Die Raumakustik ist ein Gebiet der Akustik, das sich mit der Auswirkung der baulichen Gegebenheiten eines Raumes auf die in ihm stattfindenden Schallereignisse beschäftigt. Schwerpunkt der Raumakustik ist die Gestaltung der Wahrnehmbarkeit von Schallereignissen durch Nutzer von Konzertsälen, Theatern, Versammlungssälen, Schulzimmern, Fernseh- und Rundfunkstudios, Kirchen und anderen Räumen, in denen akustische Darbietungen vielen Zuhörern zugänglich gemacht werden (Technische Raumakustik). Auch in Räumen des Alltags (Schulen, Restaurants, Einkaufszentren, Großraumbüros etc.) spielt die Raumakustik eine zunehmende Rolle und wird in die Planung einbezogen.
Ziel der Planungen ist es, einen Raum möglichst gut auf seinen Bestimmungszweck und das bestehende Kommunikationsszenarium hin abzustimmen. Dabei müssen die Eigenschaften des menschlichen Gehörs, die Besonderheiten der Sprachperzeption sowie subjektive Hörgewohnheiten (Psychoakustik) und auch die Musikästhetik berücksichtigt werden.

## Raumakustische Planung

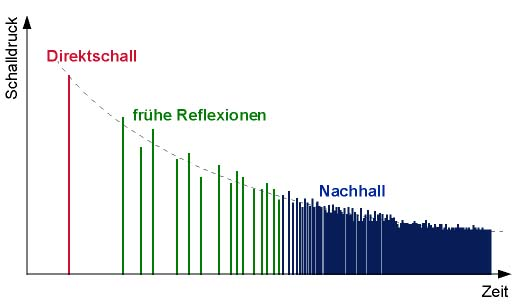
Direktschall, frühe Reflexionen und Nachhall

Der akustische Eindruck eines Raumes wird bestimmt von
- dem Anteil des Direktschalls am Gesamt-Schallpegel
- der Zeitverzögerung und der Richtung von frühen Reflexionen sowie deren Anteil am Gesamt-Schallpegel
- der Einsatzverzögerung und der räumlichen Verteilung des Nachhalls sowie dessen Anteil am Gesamt-Schallpegel und dessen zeitlicher Verlauf (Nachhallzeit)

Aufgabe der Raumakustik ist es, diese Größen durch Raumgestaltung so zu beeinflussen, dass die akustischen Eigenschaften des Raumes möglichst gut zu seinem Bestimmungszweck passen.
Ziele raumakustischen Designs können sein:
- Möglichst kein ungewollter Einfluss des Raumes bei Tonaufnahmen in Tonstudios: Der Raum sollte möglichst reflexionsarm sein, sodass der aufgenommene Klang überwiegend von Direktschall bestimmt wird und der akustische Charakter des Aufnahmeraums keinen negativen Einfluss auf die Aufnahme hat.
- Möglichst hohe Sprachverständlichkeit bei Unterrichtsräumen, Vorlesungssälen und Theatern: Der Anteil des Direktschalls sollte hoch sein und frühe Reflexionen sollten mit relativ geringer Einsatzverzögerung vor allem aus der Richtung des Sprechers kommen, um die Lautstärke des Sprechers anzuheben und die Lokalisation des Sprechers zu unterstützen. Der Nachhall sollte ebenfalls früh einsetzen, aber relativ schnell wieder abklingen (Nachhallzeit < 1 Sekunde), damit auch er die Lautstärke des Sprechers anhebt, ohne die Sprachverständlichkeit zu mindern.
- Ein möglichst räumliches Musikerlebnis bei Konzertsälen: Der Anteil des Direktschalls sollte gegenüber den Reflexionen ausgewogen sein – groß genug, um die Musik noch klar und transparent wahrzunehmen, aber nicht zu groß, um den räumlichen Eindruck nicht zu mindern. Die frühen Reflexionen sollten einen hohen Anteil am Gesamtschall haben und möglichst gut richtungsmäßig verteilt sein, damit ein möglichst räumlicher Eindruck entsteht. Der Nachhall sollte räumlich gut verteilt sein, einen merklichen Anteil am Gesamtschall haben und nicht zu kurz sein, um den Hörer möglichst gut von der Musik zu umhüllen (Nachhallzeiten 1,5 bis 2 Sekunden).

Da die raumakustischen Eigenschaften für unterschiedliche Anwendungsfälle praktisch nicht vereinbar sind, ist es kaum möglich, einen Universalraum zu schaffen, der gute Sprachverständlichkeit und ein gutes räumliches Musikerlebnis vereint. Ist dieses trotzdem gefordert, muss entweder der Raum je nach Anwendungsfall umgestaltet werden (z. B. durch Aufziehen von schweren Vorhängen im Konzertsaal bei Sprachdarbietung oder Schaffen zusätzlicher Reflexionsflächen im Vortragssaal bei Musikdarbietung), oder die Räume müssen elektroakustisch beschallt werden (z. B. durch Verteilen von Lautsprechern im Vortragssaal, die über entsprechende Effektgeräte angesteuert werden und so Wandreflexionen und Nachhall simulieren).

## Kenngrößen

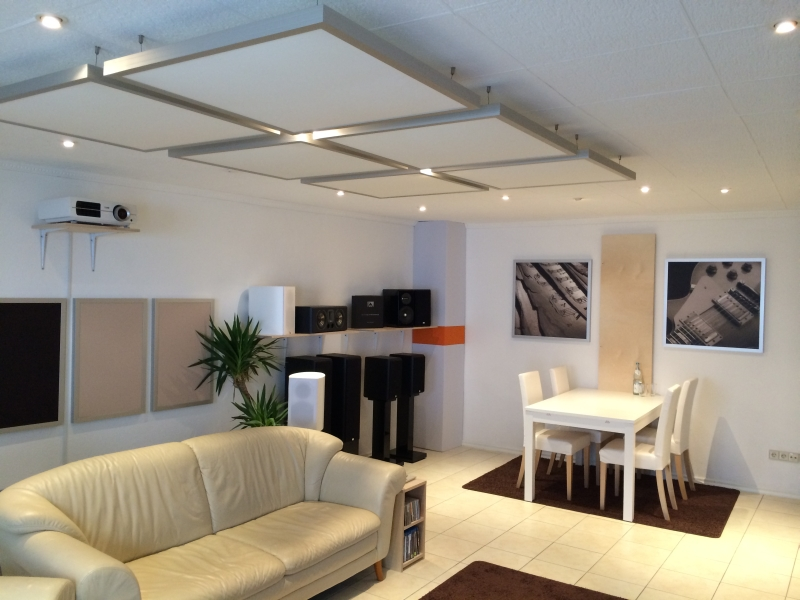
Akustisch behandeltes Zimmer zur Vorführung von HIFI-Systemen.

Die bekannteste Kenngröße der Raumakustik ist die Nachhallzeit. Dies ist die Zeitspanne, in welcher der Schalldruckpegel eines Schallereignisses um 60 dB, also auf den tausendsten Teil des Anfangsschalldrucks, abgenommen hat. Die Nachhallzeit wird im Allgemeinen in Oktavbändern oder in Terzbändern bestimmt. Wird nur ein Nachhallzeitwert angegeben, dann handelt es sich um die Nachhallzeit bei 1000 Hz oder bei 500 Hz.
Bei der Gestaltung der Raumakustik in Räumen mit höheren Anforderungen ist über die Nachhallzeit hinaus auch die Betrachtung der Sprachverständlichkeit notwendig. Daher werden beispielsweise Büroräume nicht über eine zu erreichende Nachhallzeit qualifiziert. In diesen Räumen, zu denen auch Korridore, Schalterhallen, Callcenter, Bibliotheken sowie Räume im Gesundheitswesen zählen, ist die Sprachverständlichkeit wichtiger. Daher ist die Menge und Anordnung der schallabsorbierenden Flächen von größter Wichtigkeit für das Hörerlebnis und das akustische Umfeld. Eine Möglichkeit besteht in der Verwendung von Akustik-Deckensegeln. Die akustische Qualität eines Raumes bezüglich Sprachverständlichkeit bezeichnet man als Hörsamkeit. Zur Bestimmung der Hörsamkeit gibt es genormte Silbenverständlichkeitstests.
Besonders für Musikdarbietungen wird die Optimierung der Raumakustik neben der Installation von Schallabsorbern auch durch das Anbringen von Diffusoren erreicht. Diese zerstreuen das Schallfeld derart, dass eine bessere Wahrnehmung möglich wird, ohne dass es zu einer Überdämmung kommt. Darüber hinaus bietet sich auch der Einsatz von elektroakustischen Nachhallverlängerungssystemen an.
Mithilfe einer Software lässt sich die Raumakustik nach der Norm DIN 18041:2016-03 bewerten. Durch Angabe von Raumdimensionen, Nutzungsart, Raumbelegung und raumakustischer Ausstattung erfolgt eine Abschätzung der Nachhallzeiten in den Oktavbändern von 125 bis 4000 Hz, die sich mit den Anforderungen der Norm vergleichen lassen. Auch die Wirkung von Absorbern an Decken und Wänden lässt sich berechnen. Der Raumakustikrechner eignet sich für Räume, in denen eine gute Hörsamkeit über mittlere und größere Entfernungen angestrebt wird, z. B. Klassenzimmer in Schulen, Gruppenräume in Kindertagesstätten, Seminarräume, Hörsäle, Sport- und Schwimmhallen.